# 오바나 미호
오바나 미호(小花美穂, 1970년 4월 26일 ~ )는 일본의 만화가이다. 도쿄도 출신으로, 도립 마쓰가야 고등학교를 졸업했다. 1990년 리본 증간호에 단편 〈窓のむこう〉가 실려 데뷔했다. 1994년부터 4년간 연재한 대표작 《아이들의 장난감》은 1996년 애니메이션으로 제작되는 등 인기를 얻어 1998년 제22회 고단샤 만화상 소녀부문을 수상하기도 했다.

## 작품 목록
- 아이들의 장난감(1994~1998, 단행본 전10권)
- 안단테(2001~2002, 단행본 전3권)
- 파트너(2003, 단행본 전3권)
- 하나된 사랑
- Honey Bitter(2004~2019, 단행본 전14권)